# Аладжа-Хююк
Аладжа-Хююк, тур. Alacahöyük/Alaca Höyük/Alacahüyük — місто на території Малої Азії, що виникло в епоху неоліту і продовжувало існувати аж до часів Хеттського царства. Знаходиться на північний схід від руїн столиці хетів Хаттуси.

## Розкопки

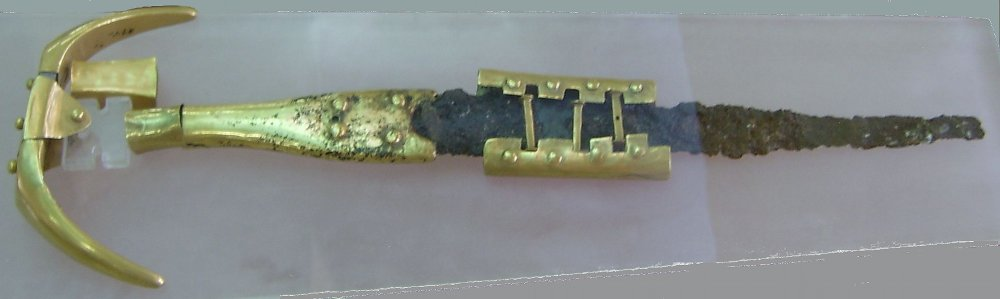
Знайдений в Аладжа-Хююці кинджал із заліза в золотій оправі

Під курганом в Аладжа-Хююці переховувалося місто хаттів — автохтонного народу Малої Азії бронзової доби. Місце було постійно населене з часів халколіту і аж до наших часів — зараз тут знаходиться невелике турецьке село. Найбільш видатні пам'ятки Аладжа-Хююка, зокрема, «Ворота сфінкса», відносяться до епохи Хетського царства, яке виникло на руїнах культури хаттів, починаючи з XIV cn. до н. е.
Даний пам'ятник став привертати увагу дослідників з кінця XIX ст. У 1907 р. турецький археолог грецького походження Теодор Макріді Бей протягом двох тижнів провів там свої дослідження. У 1910-ті роки німецькі археологи виявили царські поховання 3 тис. до н. е., а також хетське місто ІІ тис. до н. е. На вході до міста стояли масивні ворота зі сфінксами. Місто було добре укріплене стінами та вежами у зв'язку з частими нападами народу каска, який проживав в горах півночі Малої Азії.

Розкопки продовжили в 1935 р. турецькі археологи Ремзі Огуз Арик і Хаміт Кошай. При розкопках було виявлено артефакти і поселення дохеттського періоду, найраніші з яких належали до IV тис. до н. е. У гробницях ІІІ тис. до н. е. було знайдено металеві посудини, ювелірні вироби, зброя, абстрактні вироби, що часто інтерпретуються як сонячні символи. 

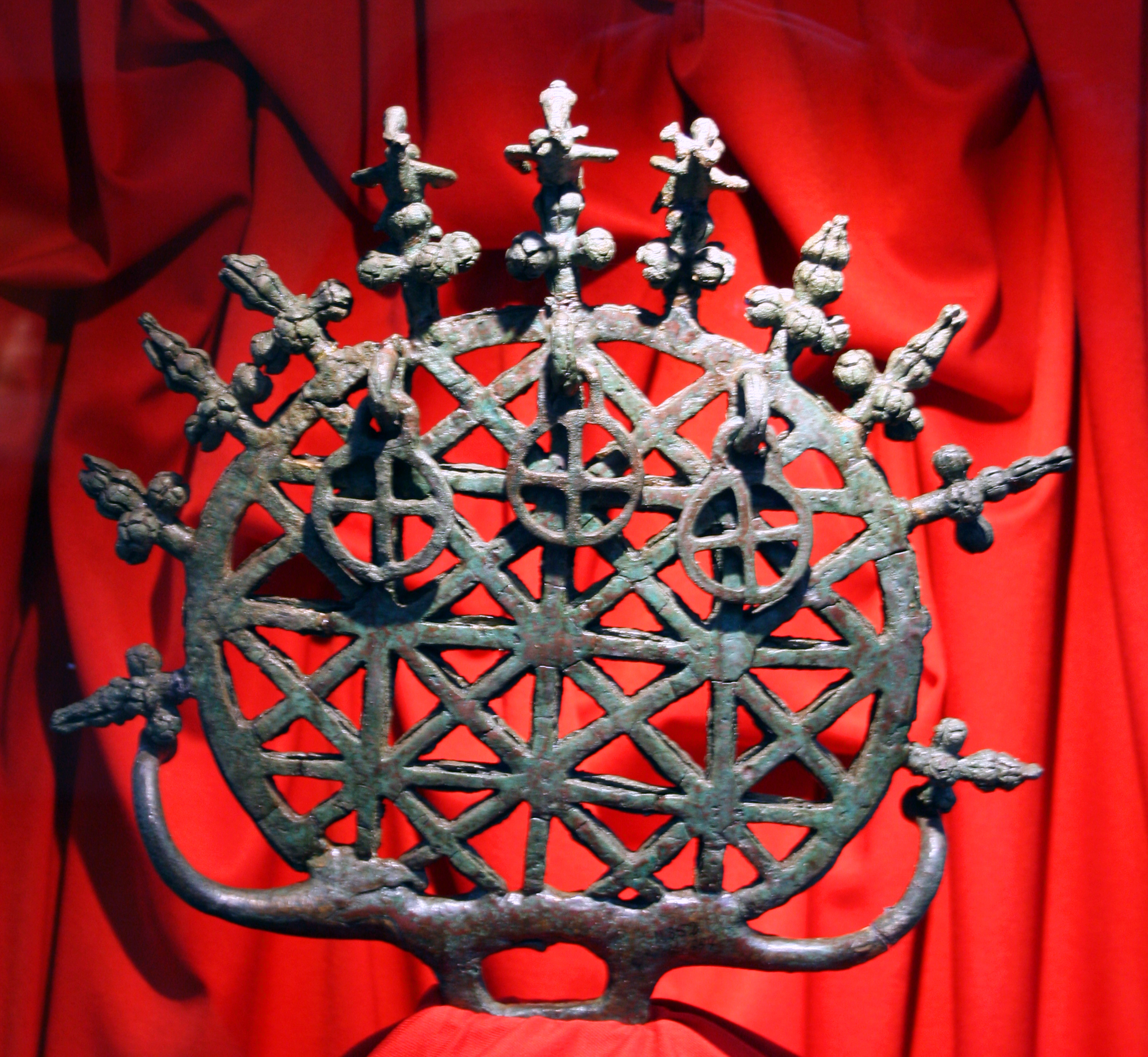
Сонячний диск з Аладжа-Хююка епохи раннього бронзового століття

У тринадцяти «царських могилах» (Рання бронзова доба II, близько 2350–2150 рр. до н. е.) в Аладжа-Хююку виявлено рештки в положенні зародка, головою на південь. Покійні були багато прикрашені золотими фібулами, діадемами, ременями з пряжками і рельєфними фігурами із золотого листя. Багато що зі знахідок Аладжа-Хююка в даний час знаходяться в Музеї анатолійських цивілізацій в Анкарі.
Серед знахідок — кубки та інші посудини із золота і електрону. Серед найбільш поширених зображень — бики і олені на п'єдесталах. На думку Вуллі, царські гробниці, "мабуть, відносяться до останнього періоду існування (міста), що видно по шару руйнувань і обгорілої цитаделі. Культура, з якою пов'язані знахідки в гробницях, не збереглася на наступному історичному етапі — стадії Кюльтепе "(Woolley 1961).

## Дамби
Дамба, споруджена близько 1240 р. до н. е., була відновлена і знову відкрита 23 вересня 2006 року. Спорудження дамби санкціонував цар Тудхалія IV в ім'я богині Хепат. Згідно древнім хеттським написам, в ХІІІ ст. до н. е. Анатолію вразила посуха, у зв'язку з чим цар був змушений імпортувати пшеницю з Єгипту. У зв'язку з цим в центрі Анатолії були споруджені численні дамби, з яких збереглася лише дамба в Аладжа-Хююку, оскільки джерело води розташовувався безпосередньо всередині водосховища.

## Ресурси Інтернету
- Вікісховище має мультимедійні дані за темою: Аладжа-Хююк
- Alacahöyük
- Map of Bronze-Age Anatolia, Oriental Institute, University of Chicago
- Alaca Höyük (Çorum)
- (Metropolitan Museum of Art) Art of the first cities Royal burials at Alaca Höyük
- Photo gallery of Sphinx Gate and other Hittite structures at Alaca Höyük [Архівовано 5 березня 2009 у Wayback Machine.]
- Images from Alacahöyük

## Фотогалерея

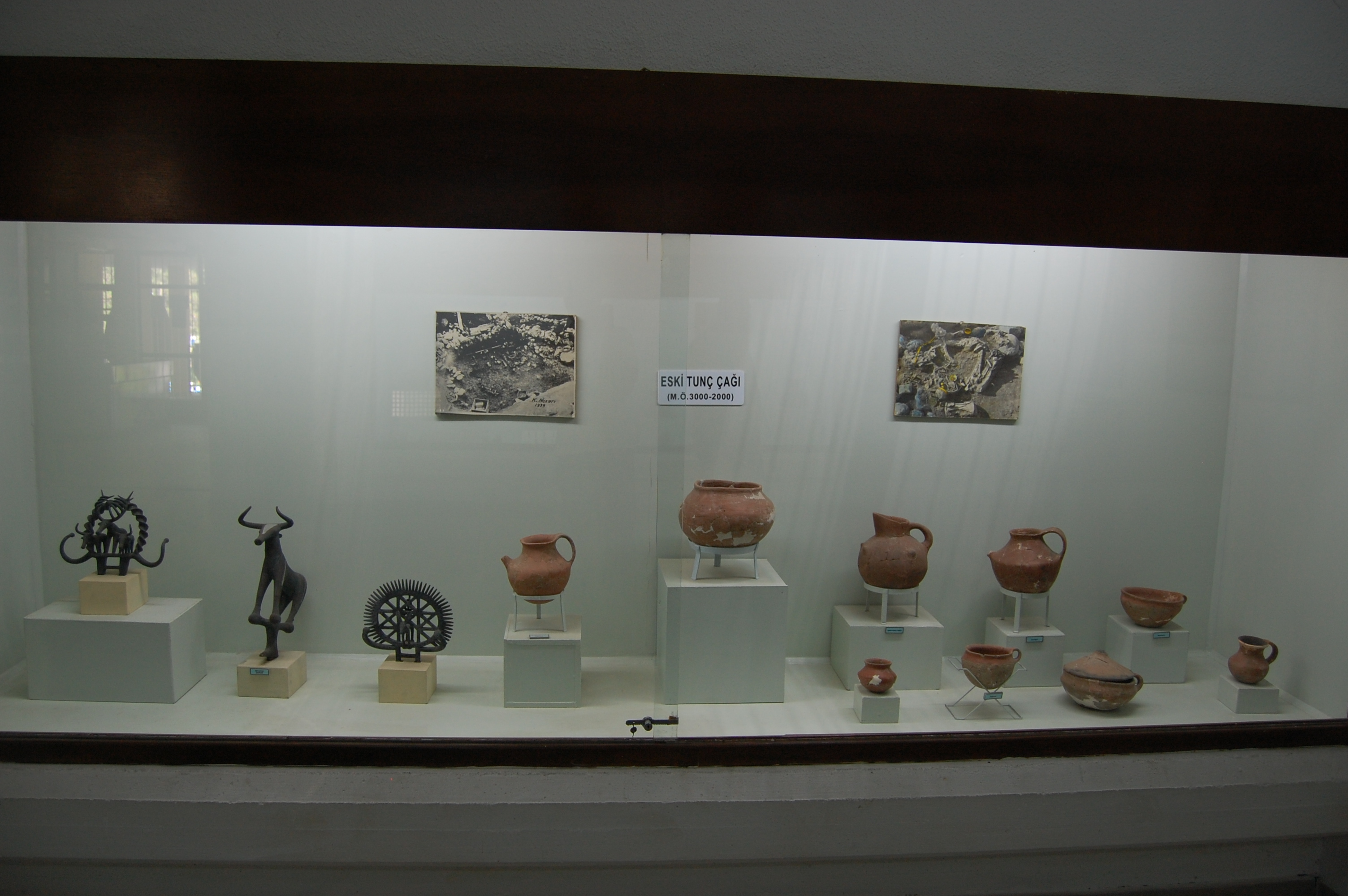
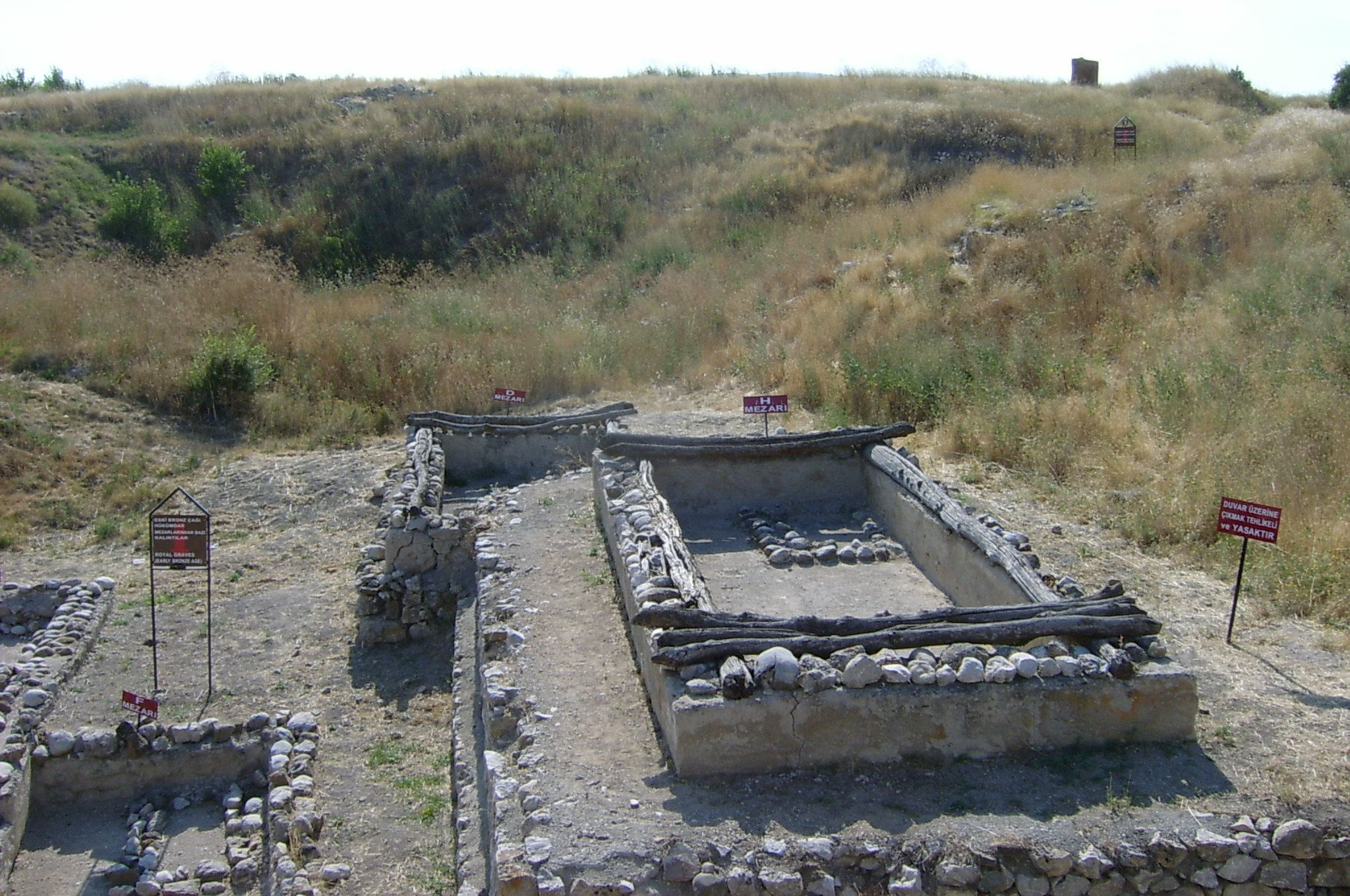
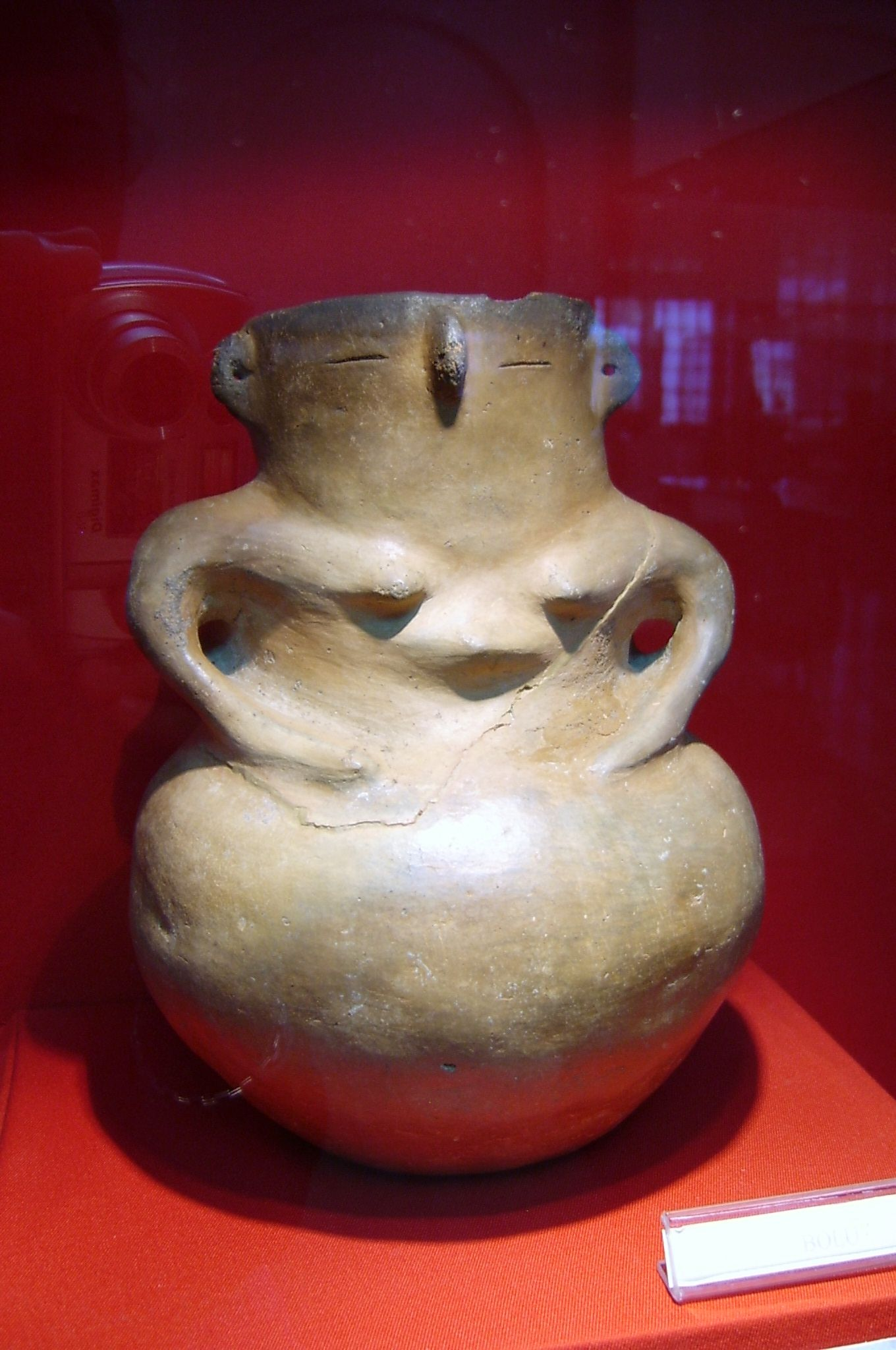

## Виноски
1. 1 2  GEOnet Names Server — 2018.
2. ↑  http://www.turkishdailynews.com.tr/article.php?enewsid=54393 [Архівовано 27 вересня 2007 у Wayback Machine.]  Ancient Hittite dam inaugurated after 32 centuries. — Turkish Daily News. — 2006-09-20